# Skeleton-Europacup 2000/01
Der erste Europacup der Skeletonfahrer fand auf drei Bahnen zwischen dem 26. November 2000 und 28. Januar 2001 statt. In die Wertung kamen bei den Männern 61 Skeletonfahrer aus 19 Nationen und bei den Frauen 26 Skeletonfahrerinnen aus 12 Nationen.

## Männer

### Veranstaltungen
| Datum             | Ort       | Sieger            | Zweiter      | Dritter        |
| ----------------- | --------- | ----------------- | ------------ | -------------- |
| 26. November 2000 | Igls      | Roland Hochfilzer | Markus Penz  | Uwe Müller     |
| 28. Dezember 2000 | Altenberg | Walter Stern      | Markus Penz  | Josef Chuchla  |
| 28. Januar 2001   | Königssee | Anton Buchberger  | Walter Stern | Renato Bussola |

### Männer-Einzelwertung
| Platz | Sportler                  | Land                | Punkte |
| ----- | ------------------------- | ------------------- | ------ |
| 1     | Markus Penz               | Österreich          | 128    |
| 2     | Walter Stern              | Österreich          | 111    |
| 3     | Andreas Schober           | Deutschland         | 89     |
| 4     | Josef Chuchla             | Tschechien          | 82     |
| 5     | Eric Gaulin               | Österreich          | 77     |
| 6     | Renato Bussola Uwe Müller | Italien Deutschland | 75     |
| 8     | Pavel Lubas               | Tschechien          | 71     |
| 9     | Hubert Lageder            | Italien             | 69     |
| 10    | Reinhold Pescosta         | Italien             | 64     |

### Männer-Nationenwertung
| Platz | Land                   | Punkte |
| ----- | ---------------------- | ------ |
| 1     | Österreich             | 288    |
| 2     | Deutschland            | 269    |
| 3     | Italien                | 265    |
| 4     | Tschechien             | 251    |
| 5     | Schweiz                | 212    |
| 6     | Vereinigtes Königreich | 199    |
| 7     | Frankreich             | 124    |
| 8     | Vereinigte Staaten     | 115    |
| 9     | Südkorea               | 114    |
| 10    | Niederlande            | 107    |

## Frauen

### Veranstaltungen
| Datum             | Ort       | Sieger           | Zweiter             | Dritter        |
| ----------------- | --------- | ---------------- | ------------------- | -------------- |
| 26. November 2000 | Igls      | Lucia Sitzia     | Caroline Burdet     | Conny Simmchen |
| 28. Dezember 2000 | Altenburg | Sylvia Liebscher | Ramona Rahnis       | Melanie Riedl  |
| 28. Januar 2001   | Königssee | Sylvia Liebscher | Jekaterina Mironowa | Melanie Riedl  |

### Frauen-Einzelwertung
| Platz | Sportler                    | Land                   | Punkte |
| ----- | --------------------------- | ---------------------- | ------ |
| 1     | Sylvia Liebscher            | Deutschland            | 80     |
| 2     | Melanie Riedl               | Deutschland            | 62     |
| 3     | Ramona Rahnis               | Deutschland            | 55     |
| 4     | Jekaterina Mironowa         | Russland               | 50     |
| 5     | Conny Simmchen Lucia Sitzia | Frankreich Italien     | 43     |
| 7     | Daphne Clash                | Vereinigtes Königreich | 36     |
| 8     | Alexandra Grünberger        | Österreich             | 34     |
| 9     | Annett Köhler               | Deutschland            | 31     |
| 10    | Caroline Burdet             | Liechtenstein          | 26     |

### Frauen-Nationenwertung
| Platz | Land                   | Punkte |
| ----- | ---------------------- | ------ |
| 1     | Deutschland            | 174    |
| 2     | Vereinigtes Königreich | 122    |
| 3     | Russland               | 82     |
| 4     | Italien                | 77     |
| 5     | Österreich             | 74     |
| 6     | Frankreich             | 55     |
| 7     | Australien             | 42     |
| 8     | Liechtenstein          | 32     |
| 9     | Japan                  | 29     |
| 10    | Schweiz                | 24     |